# Estación de Avenida de Guadalajara
Avenida de Guadalajara es una estación de la línea 2 del Metro de Madrid situada en la confluencia de la Avenida de Guadalajara (de la que toma su nombre) con la Avenida de Canillejas a Vicálvaro, en el barrio de Arcos del distrito de San Blas-Canillejas.
La inauguración de la estación tuvo lugar el 16 de marzo de 2011.

## Accesos
Vestíbulo Avenida de Guadalajara
- Dresde Avenida de Guadalajara, 110 (esquina C/ Dresde)
- Ascensor Avenida de Guadalajara, s/n (esquina Av. Canillejas a Vicálvaro).

## Líneas y conexiones

### Metro
| << cabecera | línea | estación > | cabecera >>    |
| ----------- | ----- | ---------- | -------------- |
| Las Rosas   |       | Alsacia    | Cuatro Caminos |

### Autobuses
| Diurnos   |                   |                                       |
| Línea     | Destino           | Parada                                |
| 153       | Las Rosas         | 1208 AVENIDA DE GUADALAJARA-ALBERICIA |
| 153       | Mar de Cristal    | 1209 AVENIDA DE GUADALAJARA-ALBERICIA |
| 4         | Puerta de Arganda | 4197 AVENIDA CANILLEJAS-AQUITANIA     |
| 106       | Vicálvaro         | 4210 AQUITANIA-TOSCANA                |
| 140       | Canillejas        | 4210 AQUITANIA-TOSCANA                |
| 159       | El Cañaveral      | 4210 AQUITANIA-TOSCANA                |
| E2        | Las Rosas         | 4210 AQUITANIA-TOSCANA                |
| 106       | Manuel Becerra    | 4509 AVENIDA DE GUADALAJARA-ALBERICIA |
| 140       | Pavones           | 4509 AVENIDA DE GUADALAJARA-ALBERICIA |
| 159       | Alsacia           | 4509 AVENIDA DE GUADALAJARA-ALBERICIA |
| E2        | Felipe II         | 4509 AVENIDA DE GUADALAJARA-ALBERICIA |
| 4         | Ciudad Lineal     | 4611 AVENIDA DE CANILLEJAS-SUECIA     |
| Nocturnos |                   |                                       |
| Línea     | Destino           | Parada                                |
| N7        | Valderrivas       | 4210 AQUITANIA-TOSCANA                |
| N7        | Cibeles           | 4509 AVENIDA DE GUADALAJARA-ALBERICIA |
| N6        | El Cañaveral      | 4197 AVENIDA CANILLEJAS-AQUITANIA     |
| N6        | Cibeles           | 4611 AVENIDA DE CANILLEJAS-SUECIA     |

| Diurnos |                       |                                                 |                           |
| Línea   | Destino               | Parada                                          | Operador                  |
| 287     | Coslada (Bº Estación) | 4210 AQUITANIA-TOSCANA                          | Avanza Movilidad Integral |
| 287     | Madrid (Alsacia)      | 4611 AV. CANILLEJAS-EST. AVENIDA DE GUADALAJARA | Avanza Movilidad Integral |